# Jamill Kelly
Jamill Kelly (Atwater (California), Estados Unidos, 25 de octubre de 1977) es un deportista estadounidense especialista en lucha libre olímpica donde llegó a ser subcampeón olímpico en Atenas 2004.

## Carrera deportiva
En los Juegos Olímpicos de 2004 celebrados en Atenas ganó la medalla de plata en lucha libre olímpica de pesos de hasta 66 kg, tras el luchador ucraniano Elbrus Tedeyev (oro) y por delante del ruso Makhach Murtazaliev (bronce).